# Bona Drag
Bona Drag es un álbum recopilatorio que Morrissey lanzó el 15 de octubre de 1990. Presenta una variedad de las canciones más populares del principio de su carrera, cuya mayoría no había sido lanzada previamente en otro álbum. Su nombre significa bonita ropa y es un ejemplo de la subcultura Polari, que exploró más en profundidad en la primera pista del álbum, "Piccadilly Palare". El álbum fue certificado como Oro por el RIAA el 6 de diciembre de 2000.

## Sobre el álbum
Después de lanzar Viva Hate en marzo de 1988, Morrissey modificó su método de lanzar música. En vez de producir para el siguiente álbum, lanzaba singles independientes con las esperanzas de conseguir éxito en el mercado. Morrissey planeo inicialmente lanzar un segundo álbum después de liberar unos cuantos singles.
Fue de tal como que lanzó "The Last of the Famous International Playboys", "Interesting Drug", y "Ouija Board, Ouija Board" durante 1989. Los dos primeros se convirtieron en top ten.
Morrissey tuvo la idea de un LP y lanzar una recopilación de sencillos y lados-b. Así fue como el proyecto Bona Drag. "November Spawned a Monster" fue lanzado en mayo de 1990 con un modesto suceso; continuo con el álbum y el sencillo "Piccadilly Palare", ambos lanzados en el mismo día de octubre.

### Composición
Bona Drag tiene características de las piezas fuertes de material escritos por Morrissey en los primeros tres años de su carrera de solista. Las pistas incluyen cuatro top ten. En esta recopilación, Morrissey incluyó dos pistas del álbum Viva Hate: "Suedehead" y "Everyday Is Like Sunday".

## Listado de pistas
Todas las canciones por Morrissey/Street, salvo donde se indique.

### 2010 relanzamiento
El relanzamiento presenta las siguientes pistas adicionales:
- "Happy Lovers at Last United" (de las sesiones de "Everyday Is Like Sunday")
- "Lifeguard on Duty" (de las sesiones de Viva Hate)
- "Please Help the Cause Against Loneliness" (demo) (de las sesiones de Viva Hate)
- "Oh Phoney" (de las sesiones de Bona Drag) (Morrissey/Armstrong)
- "The Bed Took Fire" (versión temprana de "At Amber")
- "Let the Right One Slip In" (Morrissey/Alain Whyte)

Los cambios siguientes han sido hechos al álbum original:
- "Ouija Board, Ouija Board" ha sido editado en la sección media
- "Piccadilly Palare" tiene un verso extra, que ha circulado en las versiones piratas.
- "Interesting Drug" se atenúa en "November Spawned a Monster"
- "Suedehead" editada para quitar la guitarra de la intro.

## Intérpretes
- Morrissey – Voz
- Vini Reilly – guitarra, teclados
- Craig Gannon – guitarra
- Kevin Armstrong – guitarra
- Stephen Street – teclados, guitarra, bajo
- Andy Rourke – bajo
- Matthew Seligman – bajo
- Andrew Paresi – batería
- Mike Joyce – batería

### Músicos invitados
- Graham "Suggs" McPherson – voces adicionales en "Piccadilly Palare".
- Kirsty MacColl – voces en "Interesting Drug".
- Mary Margaret O'Hara – voz adicional en "November Spawned a Monster".

### Personal técnico
- Stephen Street – productor
- Clive Langer Y Alan Winstanley – productor

## Charts
Álbum
| Año  | Gráfico            | Posición |
| ---- | ------------------ | -------- |
| 1990 | New Zealand Albums | 40       |
| 1990 | UK Albums Chart    | 9        |
| 1990 | Billboard 200      | 59       |